# William C. Wright
William Carter Wright, född 6 januari 1866 i Carroll County i Georgia, död 11 juni 1933 i Newnan i Georgia, var en amerikansk demokratisk politiker. Han var ledamot av USA:s representanthus 1918–1933.
Wright studerade juridik och inledde 1886 sin karriär som advokat. Han var stadsåklagare i Newnan 1892–1895.
Wright tillträdde 1918 som kongressledamot och efterträddes 1933 av Emmett Marshall Owen. Wright avled senare samma år och gravsattes på Oak Hill Cemetery i Newnan.